# Chicago Film Critics Association Award/Beste Filmmusik
Preis der Chicago Film Critics Association: Beste Filmmusik
Gewinner des Chicago Film Critics Association Awards in der Kategorie Beste Filmmusik (Original Music Score). Die US-amerikanische Filmkritikervereinigung gibt alljährlich Mitte Dezember ihre Auszeichnungen für die besten Filmproduktionen und Filmschaffenden des laufenden Kalenderjahres bekannt. Diese werden wie bei der Oscar- oder Golden-Globe-Verleihung aus fünf Nominierten ausgewählt. Howard Shore ist Rekordhalter – er wurde dreimal ausgezeichnet.

## Gewinner

### 1990er
Beste Musik
- 1993: Das Piano

komponiert von Michael Nyman
- 1994: Der König der Löwen

komponiert von Hans Zimmer
Beste originale Musik
- 1995: Toy Story

komponiert von Randy Newman
- 1996: Fargo

komponiert von Carter Burwell
- 1997: Titanic

komponiert von James Horner
- 1998: Die Truman Show

komponiert von Burkhard Dallwitz
- 1999: South Park: Der Film – größer, länger, ungeschnitten

komponiert von Trey Parker und Marc Shaiman

### 2000er
- 2000: Tiger and Dragon

komponiert von Tan Dun
- 2001: Der Herr der Ringe: Die Gefährten

komponiert von Howard Shore
- 2002: Far from Heaven

komponiert von Elmer Bernstein
- 2003: Der Herr der Ringe: Die Rückkehr des Königs

komponiert von Howard Shore
- 2004: Aviator

komponiert von Howard Shore
- 2005: Brokeback Mountain

komponiert von Gustavo Santaolalla
- 2006: The Fountain

komponiert von Clint Mansell
- 2007: Once

komponiert von Glen Hansard und Markéta Irglová
- 2009: WALL·E – Der Letzte räumt die Erde auf

komponiert von Thomas Newman
- 2009: Oben

komponiert von Michael Giacchino

### 2010er
- 2010: Black Swan

komponiert von Clint Mansell
- 2011: Drive

komponiert von Cliff Martinez
- 2012: The Master

komponiert von Jonny Greenwood
- 2013: Her

komponiert von Arcade Fire
- 2014: Under the Skin

komponiert von Mica Levi
- 2015: The Hateful Eight

komponiert von Ennio Morricone
- 2016: Jackie: Die First Lady

komponiert von Jonny Greenwood
- 2017: Der seidene Faden

komponiert von Jonny Greenwood
- 2018: If Beale Street Could Talk

komponiert von Nicholas Britell
- 2019: Little Women

komponiert von Alexandre Desplat

### 2020er
- 2020: Soul

komponiert von Jon Batiste, Trent Reznor und Atticus Ross